# Indisk slangehalsfugl
Indisk slangehalsfugl (latin: Anhinga melanogaster) er en slangehalsfugl, der lever i Asien, fra Pakistan til det østlige Indonesien.